# 新自由クラブ
新自由クラブ（しんじゆうクラブ、略称：新自ク、英: New Liberal Club）は、かつて存在した日本の政党。
1976年に自由民主党の河野洋平、西岡武夫らによる超派閥グループ・政治工学研究所所属の国会議員が政治倫理を巡り離党して結成され、10年後の1986年には自民党への合流に伴い解散した。ただ、その後も一部党員は「新自由クラブ」の名称で国政選挙に出馬した。なお、新自由党とは何ら関係がない。

## 党史
ロッキード事件で田中角栄前首相に捜査の手が及ぶなど政治倫理が大きな政治課題に上っていた頃、既に自民党を離党していた衆議院議員の河野洋平・田川誠一・西岡武夫・山口敏夫・小林正巳と、「自民党はすでに歴史的役割を終えた」として、少し遅れて離党した参議院議員の有田一寿が1976年6月25日に「保守政治の刷新」を掲げて新自由クラブを結成した。
新自由クラブの前身となったのは、河野が自民党内の親中派若手を集って主宰した勉強会「政治工学研究所」で、離党した6人のほか、藤波孝生、橋本龍太郎らも参加していた。なお、藤波は河野の誘いを断って自民党に残留した。
長い間保守系の政党が自民党一党のみだったなかでの新保守政党の結成は、革新政党への支持を躊躇しながらも自民党に不満を持っていた支持層を引き付けた。永田町の相互第10ビルの本部には、早稲田大学雄弁会メンバーなど手伝いをしたいと名乗り出る学生が次々と現れた。結党直後の12月に行われた第34回衆議院総選挙では一挙17人を当選（さらに追加公認1人）させるなど党勢を伸ばした。
しかし、間もなくして新自由クラブの中道政党化を目指す河野・田川らと、非自民の第二保守政党であるべきとする西岡・山口らの政治姿勢の違いから、代表・河野と幹事長・西岡の対立が激しくなった。最後には公に互いを非難しあうまでに発展するが、党内の大半は河野を慕う新人議員で占められており、山口・有田の説得もむなしく、西岡は新自由クラブから離党してしまった。
運営面での混乱が目立ち、政策的にも新味さを打ち出せず、1979年の第35回総選挙では4議席と惨敗した。総選挙後の首班指名選挙では、自民党内が四十日抗争だった中で新自由クラブは自民党総裁の大平正芳を支持して 自民党との閣内連立政権を模索したが、新自由クラブの支持者や野党、メディアから批判を受けて失敗し、河野は代表を辞任。田川誠一が代表に就任した。
一時期同じ少数会派の社会民主連合との反自民共闘を念頭に院内会派「新自由クラブ・民主連合（新自連）」を結成したが、その後会派解消。民社党、社民連との中道政党合流構想を打ち立てるも、いきなり自民党と連携するなど、どっちつかずで政党として明確なスタンスを確立することができなかった。
1983年の第37回総選挙で自民党が公認候補当選が過半数割れすると、自民党との連立政権を樹立。自民党は追加公認を入れると過半数を確保したが、予算委員会で委員長を除いても与党で過半数を占めるためには、新自由クラブの8議席が必要であったためである。1983年12月26日、統一会派「自由民主党・新自由国民連合」を結成し、12月27日成立の第2次中曽根内閣に田川が自治大臣として入閣した。第2次中曽根内閣の発足により、1955年から28年間続いた自民党単独政権が一旦終了した。1984年6月に河野が代表に復帰。第2次中曽根改造内閣では山口敏夫が労働大臣、第2次中曽根再改造内閣では河野洋平が科学技術庁長官としてそれぞれ入閣した。
しかし、1986年の第38回総選挙では自民党が大勝する一方で、新自由クラブの結果は6議席と振るわなかった。再び自民党単独政権となる中で、新自由クラブは解党のうえ、大多数のメンバーが自民党に復帰した。田川は自民党には復党せず、「進歩党」を結成。参議院議員の宇都宮徳馬は無所属で議員活動を続けた。
1989年の第15回参院選では党員だった清水三雄、クロード・チアリ（智有蔵上人）らが政治団体『新自由クラブ』を名乗って出馬したものの、当選者を出せずに終わっている。清水は後に政治団体を『平成龍馬の会』と改称した。
2006年8月、都内で「新自由クラブ同窓会」が開かれ、河野洋平、中馬弘毅、木村勉、石川達男、鳩山邦夫、加地和、鈴木邦彦、浅野目義英、小中進、小島弘、大中睦夫、竹渕康弘、小林成基、山上達也、正藤博久、鈴木公子ら党所属議員OB、党本部職員OB、党所属国会議員秘書、党地方職員OBや、元番記者（岩見隆夫、安広欣記ら）といった多数が参加して旧交を温め、政治刷新を誓い合った。

## 役職

### 歴代の執行部役員表
| 代表     | 副代表   | 幹事長   | 政策委員長 | 国会対策委員長 | 参議院代表 |
| -------- | -------- | -------- | ---------- | -------------- | ---------- |
| 河野洋平 | 田川誠一 | 西岡武夫 | 小林正巳   | 山口敏夫       | 有田一壽   |
| 河野洋平 |          | 田川誠一 | 小林正巳   | 石原健太郎     | 有田一壽   |
| 田川誠一 | 山口敏夫 | 柿澤弘治 | 田島衛     |                | 有田一壽   |

### 歴代代表一覧
| 代 | 代表 | 代表     | 在任期間                                      |
| -- | ---- | -------- | --------------------------------------------- |
| 1  |      | 河野洋平 | 1976年（昭和51年）6月 - 1980年（昭和55年）2月 |
| 2  |      | 田川誠一 | 1980年（昭和55年）2月 - 1984年（昭和59年）6月 |
| 3  |      | 河野洋平 | 1984年（昭和59年）6月 - 1986年（昭和61年）8月 |

### 政権ポスト経験者
（）内は入閣直前の党役職
- 1983年12月27日・第2次中曽根内閣
  - 自治大臣兼国家公安委員会委員長：田川誠一（党常任幹事会代表）
- 1984年11月1日・第2次中曽根改造内閣
  - 労働大臣：山口敏夫（党常任幹事会幹事長）
- 1985年12月28日・第2次中曽根再改造内閣
  - 科学技術庁長官：河野洋平

## 党勢の推移

### 衆議院
| 選挙         | 当選/候補者 | 定数 | 備考       |
| ------------ | ----------- | ---- | ---------- |
| （結党時）   | 5/-         | 491  |            |
| 第34回総選挙 | 17/25       | 511  | 追加公認+1 |
| 第35回総選挙 | 4/31        | 511  |            |
| 第36回総選挙 | 12/25       | 511  |            |
| 第37回総選挙 | 8/17        | 511  |            |
| 第38回総選挙 | 6/12        | 512  |            |

### 参議院
| 選挙           | 当選/候補者 | 非改選 | 定数 | 備考                               |
| -------------- | ----------- | ------ | ---- | ---------------------------------- |
| （結党時）     | 1/-         | -      | 252  |                                    |
| 第11回通常選挙 | 3/13        | 0      | 252  | 追加公認+1                         |
| 第12回通常選挙 | 0/2         | 2      | 252  |                                    |
| 第13回通常選挙 | 2/10        | 1      | 252  | 社会民主連合と合同名簿、追加公認+1 |
| 第14回通常選挙 | 1/7         | 0      | 252  |                                    |

（参考文献：石川真澄（一部山口二郎による加筆）『戦後政治史』2004年8月、岩波書店・岩波新書、ISBN 4-00-430904-2）
- 当選者に追加公認は含まず。追加公認には会派に加わった無所属を含む。

## 新自由クラブに関連する主な政治家の一覧

### 国政選挙に立候補し、当選した者

#### 衆議院
- 甘利正 - 1976年の第34回衆議院議員総選挙（神奈川3区）で初当選。
- 伊藤公介 - 1976年の第34回衆議院議員総選挙（東京11区）で初当選。党政策委員長を務めた。
- 宇都宮徳馬 - 1952年の第25回衆議院議員総選挙（東京2区）以来、自由党や自由民主党で当選してきたが、ロッキード事件に怒って自由民主党を離党した。1976年の第34回衆議院議員総選挙（東京2区）に無所属で立候補し当選。当選後、新自由クラブに所属。
- 大成正雄 - 1976年の第34回衆議院議員総選挙（埼玉5区）で初当選。
- 大原一三 - 1976年の第34回衆議院議員総選挙（宮崎1区）に無所属で立候補、初当選。当選後、新自由クラブに所属。
- 加地和 - 京都府議会議員を経て、1976年の第34回衆議院議員総選挙（京都1区）で初当選。
- 川合武 - 1976年の第34回衆議院議員総選挙（神奈川4区）で初当選。
- 菊池福治郎 - 1976年の第34回衆議院議員総選挙（宮城2区）で初当選。
- 工藤晃 - 1976年の第34回衆議院議員総選挙（神奈川1区）で初当選。
- 中馬弘毅 - 1976年の第34回衆議院議員総選挙（大阪6区）で初当選。党政策委員長を務めた。
- 刀祢館正也 - 1976年の第34回衆議院議員総選挙（兵庫2区）で初当選。任期中に死去した。
- 中川秀直 - 1976年の第34回衆議院議員総選挙（広島2区）で初当選。
- 永原稔 - 1976年の第34回衆議院議員総選挙（静岡1区）で初当選。
- 鳩山邦夫 - 1976年の第34回衆議院議員総選挙（東京8区）に無所属・党推薦で立候補、初当選。
- 依田実 - 1976年の第34回衆議院議員総選挙（東京9区）で初当選。
- 田島衛 - 1979年の第35回衆議院議員総選挙（東京10区）で初当選。
- 小杉隆 - 1980年の第36回衆議院議員総選挙（東京3区）で初当選。党国会対策委員長を務めた。
- 木村守男 - 1980年の第36回衆議院議員総選挙（青森2区）で初当選。
- 石原健太郎 - 1980年の第36回衆議院議員総選挙（福島1区）で初当選。
- 甘利明 - 1983年の第37回衆議院議員総選挙（神奈川3区）で初当選。
- 鈴木恒夫 - 1983年の第37回衆議院議員総選挙（神奈川1区）に立候補するも落選。1986年の第38回衆議院議員総選挙に立候補し、初当選。

#### 参議院
- 野末陳平 - 1977年の第11回参議院議員通常選挙・全国区で党公認として当選。1983年の第13回参議院議員通常選挙を前に離党、税金党を結成した。
- 円山雅也 - 1977年の第11回参議院議員通常選挙・全国区で初当選。
- 森田重郎 - 1977年の第11回参議院議員通常選挙・埼玉地方区で初当選。
- 柿沢弘治 - 1977年の第11回参議院議員通常選挙・東京地方区で初当選。1980年の第36回衆議院議員総選挙（東京6区）で衆院に鞍替え。
- 中村鋭一 - 1977年の第11回参議院議員通常選挙・大阪地方区に党公認で立候補するも落選。1980年の第12回参議院議員通常選挙に民社党・新自由クラブ推薦で立候補、初当選。
- 宇都宮徳馬-1979年の衆議院議員総選挙落選後、1980年の第11回参議院議員通常選挙・東京地方区に新自由クラブと社会民主連合の推薦で当選。改選となる1986年の第13回参議院議員通常選挙比例代表候補として党から出馬し再選。党解散後は、税金党と統一会派（税金党・平和の会）を組むなど無所属として活動した。

### 国政選挙に立候補するも、落選した者
- 森下知則 - 1976年の第34回衆議院議員総選挙（栃木2区）に党公認で立候補するも落選。
- 島田光男 - 1976年の第34回衆議院議員総選挙（千葉3区）と1979年の第35回衆議院議員総選挙（同）と1980年の第36回衆議院議員総選挙（同）に何れも党公認で立候補するも落選。
- 細木久慶 - 細木数子の弟。1976年の第34回衆議院議員総選挙（東京4区）に無所属・党推薦で立候補するも落選。
- 田中秀征 - 1976年の第34回衆議院議員総選挙（長野1区）に無所属・党推薦で立候補するも落選。党政策委員を務めた。
- 桐畑好春 - 1976年の第34回衆議院議員総選挙（滋賀全県区）に党公認で立候補するも落選。
- 小枝英勲 - 1976年の第34回衆議院議員総選挙（岡山1区）に党公認で立候補するも落選。
- 青山春雄 - 1976年の第34回衆議院議員総選挙（広島3区）に党公認で立候補するも落選。
- 和田好清 - 1976年の第34回衆議院議員総選挙（島根全県区）と1979年の第35回衆議院議員総選挙（同）に何れも党公認で立候補するも落選。党島根県連代表を務めた。
- 玉木襄 - 1976年の第34回衆議院議員総選挙（山口2区）と1979年の第35回衆議院議員総選挙（同）に何れも党公認で立候補するも落選。 党山口県連代表を務めた。
- 佃秀男 - 1976年の第34回衆議院議員総選挙（高知全県区）と1979年の第35回衆議院議員総選挙（同）に何れも党公認で立候補するも落選。 党高知県連代表を務めた。
- 大来佐武郎 -1977年の第11回参議院議員通常選挙（全国区）に党公認で立候補するも落選。
- 坂東義教 -1977年の第11回参議院議員通常選挙（北海道地方区）に党公認で立候補するも落選。
- 小坂英一 -1977年の第11回参議院議員通常選挙（愛知地方区）に党公認で立候補するも落選。
- 田中覚 - 三重県知事、衆議院議員を経験後に1977年の第11回参議院議員通常選挙（三重地方区）に党公認で立候補するも落選。
- 奥村昭和 -1977年の第11回参議院議員通常選挙（兵庫地方区）に党公認で立候補するも落選。
- 佐藤敬夫 - 1977年の第11回参議院議員通常選挙（全国区）に党公認で立候補するも落選。
- 笹原金次郎 - 1977年の第11回参議院議員通常選挙（全国区）に党公認で立候補するも落選。
- 石川達男 - 1978年の参議院議員補欠選挙（茨城地方区）で党公認で立候補するも落選、1983年の第13回参議院議員通常選挙にも新自由クラブ民主連合（新自由クラブと社民連の統一会派）から立候補するが落選。党遊説局長・茨城県連代表を務めた。
- 土谷享 - 1979年の第35回衆議院議員総選挙（北海道1区）と1980年の第36回衆議院議員総選挙（同）に何れも党公認で立候補、落選。
- 中村寿文 - 1979年の第35回衆議院議員総選挙（青森1区）に党公認で立候補、落選。
- 泰道三八 - 1979年の第35回衆議院議員総選挙（千葉1区）に党公認で立候補、落選。
- 牧山昭郎 - 1979年の第35回衆議院議員総選挙（東京7区）に党公認で立候補、落選。
- 依田米秋 - 1979年の第35回衆議院議員総選挙（長野2区）に無所属・党推薦で立候補、落選。1980年の第36回衆議院議員総選挙（同）に党公認で立候補、落選。
- 沓抜猛 - 1979年の第35回衆議院議員総選挙（大阪5区）に党公認で立候補、落選。
- 今井晶三 - 1979年の第35回衆議院議員総選挙（兵庫5区）に党公認で立候補、落選。1980年の第36回衆議院議員総選挙（東京1区）に党公認で立候補、落選。
- 翁長助裕 - 1979年の第35回衆議院議員総選挙（沖縄全県区）に党公認で立候補、落選。
- 比企能忠 - 1980年の第36回衆議院議員総選挙に埼玉3区から党公認で出馬、落選。
- 上田清司 - 1980年の第36回衆議院議員総選挙・1983年の第37回衆議院議員総選挙・1986年の第38回衆議院議員総選挙に連続して埼玉5区から党公認で出馬するが、何れも落選。党青年局長等を務めた。
- 鈴木公子 - 1980年の第36回衆議院議員総選挙に東京4区から党公認で出馬、落選。
- 小島弘 - 1980年の第36回衆議院議員総選挙に東京5区から党公認で出馬、落選。
- 新堀豊彦 - 1980年の第36回衆議院議員総選挙・1983年の第37回衆議院議員総選挙に連続して神奈川4区から党公認で出馬するが、いずれも落選。
- 宇都幸雄 - 1980年の第36回衆議院議員総選挙に鹿児島1区から党公認で出馬、落選。
- 中沢啓吉 - 1980年の第12回参議院議員通常選挙・全国区に新自由クラブ公認で、1983年の第13回参議院議員通常選挙に新自由クラブ民主連合（新自由クラブと社民連の統一会派）から立候補するも、いずれも落選。
- 大西裕 - 1980年の第12回参議院議員通常選挙・神奈川地方区から党公認で出馬、落選。
- 水野晴郎 - 1983年の第13回参議院議員通常選挙・比例区に新自由クラブ民主連合から立候補するも落選。
- 大石武一 - 1983年に自民党を離党し、新自由クラブに入党。同年の第13回参議院議員通常選挙で新自由クラブ民主連合（新自由クラブと社民連の統一会派）から立候補するも落選。
- 大久保力 - 1983年の第13回参議院議員通常選挙・比例区に新自由クラブ民主連合から立候補するも落選。
- 河野剛雄 - 1983年の第13回参議院議員通常選挙・神奈川選挙区に無所属・新自由クラブ推薦で立候補するも落選。
- 谷口隆司 - 1983年の第37回衆議院議員総選挙に北海道3区から党公認で出馬、落選。
- 原茂 - 元日本社会党衆議院議員。1983年の第37回衆議院議員総選挙に長野3区から党公認で出馬、落選。
- 小長井良浩 - 1983年の第37回衆議院議員総選挙に静岡1区から党公認で出馬、落選。
- 藤由欣久 - 1986年の第14回参議院議員通常選挙・比例区に新自由クラブから立候補するも落選。
- 古柴和子 - 1986年の第14回参議院議員通常選挙・比例区に新自由クラブから立候補するも落選。

### 地方選挙に立候補し、当選した者
- 並木正芳 - 1976年の埼玉県所沢市議会議員選挙で初当選。
- 木村勉 - 1977年東京都議会議員選挙（江東区）で初当選。
- 秋山肇 - 1977年の東京都議会議員選挙（世田谷区）で初当選。
- 小林豊機 - 1977年の東京都議会議員選挙（練馬区）で初当選。
- 西川太一郎 - 1977年の東京都議会議員選挙（荒川区）で初当選。
- 増田卓二 - 1977年の東京都議会議員選挙（杉並区）で初当選。
- 横山仁一 - 1977年の東京都議会議員選挙（渋谷区）で初当選。
- 儀満孝幸 - 1978年の島根県平田市議会議員選挙で初当選。
- 新堀豊彦 - 1979年の神奈川県議会議員選挙（横浜市南区）で当選。
- 碓井貞弘 - 1979年の神奈川県議会議員選挙（横浜市港南区）で初当選。
- 古柴和子 - 1979年の神奈川県議会議員選挙（横浜市磯子区）で初当選。
- 原正巳 - 1979年の神奈川県議会議員選挙（川崎市中原区）で当選。
- 小川栄一 - 1979年の神奈川県議会議員選挙（川崎市高津区）で初当選。
- 吉井貫 - 1979年の神奈川県議会議員選挙（横須賀市）で当選。
- 中村省司 - 1979年の神奈川県議会議員選挙（鎌倉市）で初当選。
- 番場定孝 - 1979年の神奈川県議会議員選挙（藤沢市）で初当選。
- 府川勝 - 1979年の神奈川県議会議員選挙（平塚市）で初当選。
- 添田高明 - 1979年の神奈川県議会議員選挙（茅ヶ崎市）で初当選。
- 小川勇夫 - 1979年の神奈川県議会議員選挙（相模原市）で初当選。
- 石井平 - 1979年の神奈川県議会議員選挙（伊勢原市）で当選。
- 武井重雄 - 1979年の神奈川県議会議員選挙（南足柄市)で当選。
- 鈴木重彦 - 1979年の神奈川県議会議員選挙(津久井郡）で当選。
- 吾郷敦信 - 1979年の横浜市議会議員選挙（横浜市港南区）で初当選。
- 飯島忠義 - 1979年の横浜市議会議員選挙（横浜市戸塚区）で初当選。
- 井上早太 - 1979年の横浜市議会議員選挙（横浜市緑区）で初当選。
- 太田正孝（市議会議員）-1979年の横浜市議会議員選挙（横浜市磯子区）で初当選。
- 城田和市 - 1979年の北海道美唄市議会議員選挙で初当選。
- 山中健 - 1979年の兵庫県芦屋市議会議員選挙で初当選。
- 正田守 - 1979年の広島市議会議員選挙で党推薦で初当選。
- 岩下栄一 - 1979年の熊本県議会議員選挙（熊本市）で初当選。党全国遊説部長、党政策委員を務めた。
- 小山敏雄 - 1981年の東京都議会議員選挙（目黒区）で初当選。
- 本村尚彦 - 1981年の山口県新南陽市議会議員選挙で初当選。
- 野村研三 - 1983年の山形県議会議員選挙で初当選。
- 村田茂忠 - 1983年の栃木県議会議員選挙で初当選。
- 麻生輝久 - 1983年の東京都新宿区議会議員選挙で初当選。
- 梅原辰郎 - 1983年の東京都目黒区議会議員選挙で初当選。
- 鈴木邦彦 - 1983年の東京都多摩市議会議員選挙で初当選。
- 片山卓 - 1983年の静岡市議会議員選挙で初当選。
- 浅野目義英 - 1983年の埼玉県上尾市議会議員選挙で初当選。
- 新堀典彦 - 神奈川県議会議員選挙（横浜市南区）で初当選。
- 岡崎正光 - 1983年の横浜市議会議員選挙（横浜市南区）で初当選。
- 本田靖生 - 1983年の横浜市議会議員選挙（横浜市緑区）で初当選。
- 山田宏 - 1985年東京都議会議員選挙（杉並区）で初当選。

### 地方選挙に立候補するも、落選した者
- 安斉靖彦 - 1979年の東京都千代田区議会議員選挙、のちの区議補選に党公認で出馬するも落選。
- 岡村文人 - 1979年の山口県熊毛郡田布施町議会議員選挙に党公認で立候補するも落選。
- 町田与助 - 神奈川県議会議員（三浦市）として新自由クラブ発足に参加し、1979年県議選挙に党公認で出るも落選。
- 森田完一 - 神奈川県議会議員（海老名市）として新自由クラブ発足に参加し、1979年県議選挙に党公認で出るも落選。
- 柴野たいぞう - 1985年の東京都議会議員選挙（八王子市）に党公認で立候補するも落選。
- 下村博文 - 1985年の東京都議会議員選挙（板橋区）に党公認で立候補するも落選。
- 松原仁 - 1985年の東京都議会議員選挙（大田区）に党公認で立候補するも落選。

### 少なからず関係した者
- 安部万年 - 新自由クラブ大分県連合代表。
- 伊藤憲一 - 新自由クラブから出馬検討経験あり。
- 海江田万里 - 野末陳平の秘書を経験。
- 小中進 - 新自由クラブ山口県連幹事長で上関原発反対運動を主導。
- 榊原英資 - 新自由クラブから出馬検討経験あり。
- 長野祐也 - 新自由クラブ鹿児島県連代表。
- 持田哲也 - 中馬弘毅の秘書を経験。
- 永井英慈 - 1975年に自由民主党で神奈川県議会議員(川崎市多摩区)に当選するも、新自由クラブ発足に参加。
- 松沢成文 - 新自由クラブからの神奈川県議会議員（川崎市麻生区）選挙立候補を予定したが解党。進歩党推薦により1987年初当選した。
- 野田佳彦 - 大学時代に新自由クラブでボランティア活動をしていた。